# Palmetto Bay
Palmetto Bay är en ort (village) i Miami-Dade County, i delstaten Florida, USA. Enligt United States Census Bureau har orten en folkmängd på 23 964 invånare (2011) och en landarea på 21,5 km². Inom orten ligger även området Cutler som vid folkräkningen 2000 utgjorde en självständig ort. 